# Килон
Килон (старогр. Κύλων) – атинянин от аристократичен произход, живял през VII в пр. Хр. известен с опита си да установи тирания в Атина.
Килон е победител в състезанието по бягане на трийсет и петите Олимпийски игри (640 г. пр. Хр.). Това му донася голяма известност и авторитет като „олимпиец“ и следователно човек, покровителстван от боговете. Възползвайки се от тесните си връзки с мегарския тиран Теаген и поддръжката на населението, недоволно от изключителната власт, съсредоточена в ръцете на знатните, Килон се опитва да стане тиран в Атина. Подкрепа за това начинание оказва и Делфийския оракул, който съветва Килон да завземе Акропола. По време на празниците в Олимпия, посветени на Зевс (месец юли), Килон изпълнява пророчеството на оракула, като заедно с група знатни младежи овладява Акропола, а Теаген му изпраща на помощ отряд мегарски войници.
Присъствието на чужди войски настройва населението срещу Килон. Липсата на поддръжка позволява на неговите противници бързо да организират армия. Начело на военните сили застават архонти, принадлежащи към рода на Алкмеонидите, които започват обсада на Акропола. Самият Килон успява да избяга и се скрива заедно с брат си в храма на Атина Полиас, като го напуска едва след като обсадилите го полагат тържествена клетва пред богинята, че ще бъде пощаден. Архонтът Мегакъл обаче заповядва Килон и брат му да бъдат екзекутирани. Подобна е съдбата и на неговите привърженици, изтощени от обсадата на Акропола. Те се предават на архонтите, като уговарят условие за свободно излизане от крепостта. Архонтите не изпълняват това условие и убиват излизащите привърженици на Килон, при това някои от тях – върху олтарите на боговете. В древногръцките религиозни представи такова деяние се смята за един от най-големите грехове. Това светотатство дълго тежало над рода на Алкмеонидите, които били прогонени заедно с водача си. Два века по-късно Перикъл, който по майчина линия произхождал от този род, все още бил укоряван за наследствения позор. Случаят се споменава многократно в античната литература под името „Килоново петно“.